# Nūkres
Nūkres (persiska: نوكراس, نوكرس) är en ort i Iran.   Den ligger i provinsen Mazandaran, i den norra delen av landet, 70 km norr om huvudstaden Teheran. Nūkres ligger 2 065 meter över havet och antalet invånare är 143.
Terrängen runt Nūkres är mycket bergig, och sluttar österut. Runt Nūkres är det ganska tätbefolkat, med 155 invånare per kvadratkilometer. Närmaste större samhälle är Marzanābād, 17,9 km nordost om Nūkres. I omgivningarna runt Nūkres växer i huvudsak blandskog.